# St. Johannes der Täufer (Kleinerdlingen)

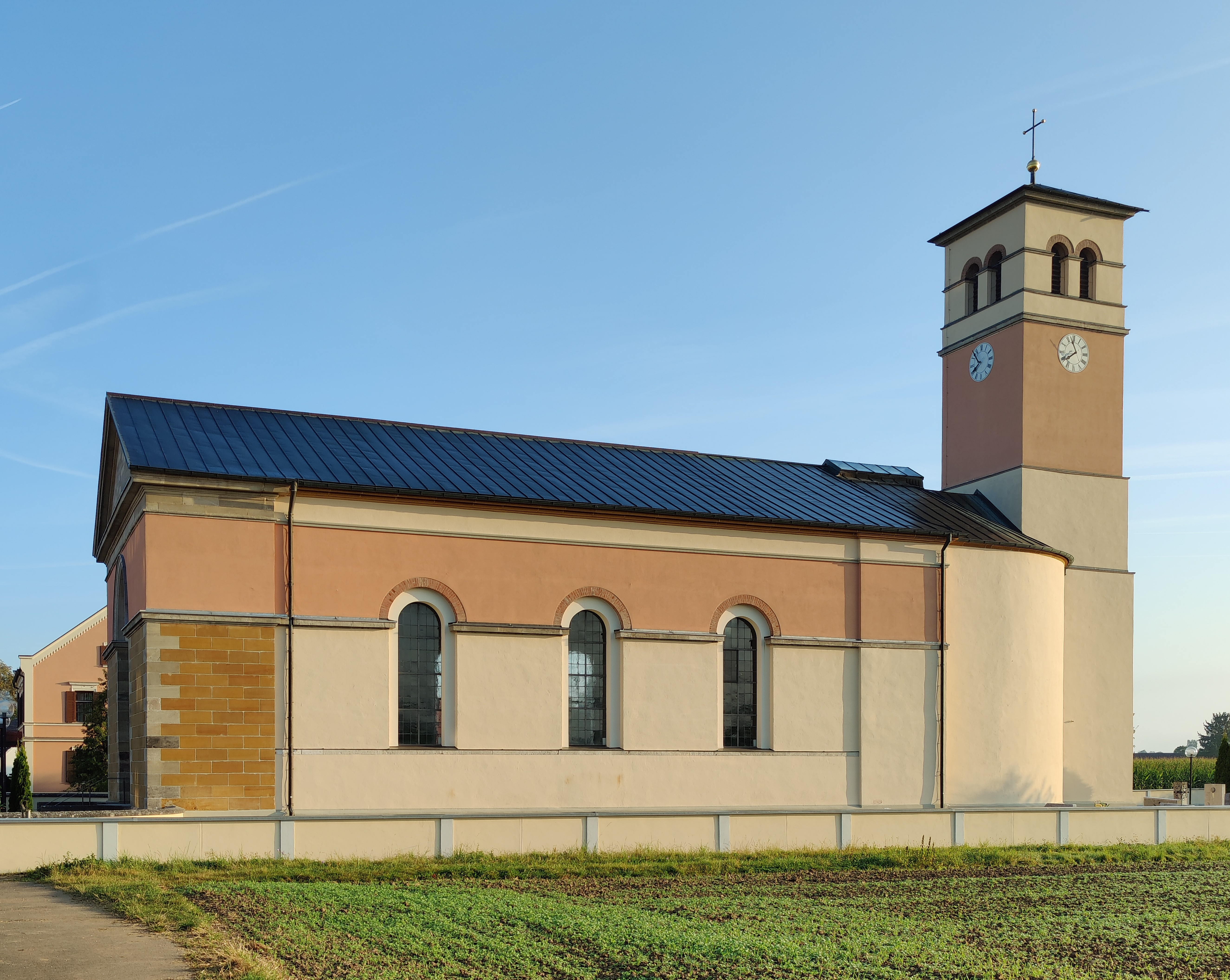
St. Johannes der Täufer in Kleinerdlingen

Die römisch-katholische Pfarrkirche St. Johannes der Täufer steht in Kleinerdlingen, einem Stadtteil von Nördlingen im schwäbischen Landkreis Donau-Ries in Bayern. Das Bauwerk ist in der Liste der Baudenkmäler in Nördlingen als Baudenkmal unter der Nr. D-7-79-194-432 eingetragen. Die Kirche gehört zum Dekanat Nördlingen des Bistums Augsburg.

## Beschreibung
Die spätklassizistische Saalkirche wurde 1821–1824 nach Plänen des Ansbacher Regierungsbaumeisters errichtet. Sie besteht aus einem Langhaus, einem eingezogenen, halbrund geschlossenen Chor im Osten und einem Choranschlussturm auf quadratischem Grundriss im Chorscheitel, der mit einem niedrigen Pyramidendach bedeckt ist.
Der Innenraum des Langhauses ist mit einer Flachdecke überspannt. Zur Kirchenausstattung gehört ein 1888/89 gebauter Hochaltar.